# 矢島孝
矢島 孝（やじま たかし、1959年 - ）は、日本の映画プロデューサーである。

## 来歴
松竹大船撮影所の製作部として『男はつらいよ』シリーズ、『釣りバカ日誌』シリーズ、『息子』、『学校』、『美味しんぼ』、『遠き落日』、『サラリーマン専科』など多数の作品を手掛ける。プロデューサーに転身後も、映画、テレビドラマ、オリジナルビデオ等多数。

## フィルモグラフィー
- 『さすらいのトラブルバスター』（1996年） - プロデューサー
- 『サラリーマン専科 単身赴任』（1996年） - プロデューサー
- 『あ、春』（1998年） - プロデューサー
- 『世界の終わりという名の雑貨店』（2001年） - プロデューサー
- 『ドラッグストア・ガール』（2004年） - プロデューサー
- 『子ぎつねヘレン』（2006年） - アソシエイト・プロデューサー
- 『超高速!参勤交代』（2014年） - プロデューサー
- 『ソロモンの偽証』（2015年） - プロデューサー
- 『超高速!参勤交代 リターンズ』（2016年） - プロデューサー
- 『空飛ぶタイヤ』（2018年） - プロデューサー
- 『引っ越し大名』（2019年） - 企画・プロデュース
- 『事故物件 恐い間取り』（2020年） - アソシエイト・プロデューサー
- 『梅切らぬバカ』（2021年） - プロデューサー

| スタブアイコン | サブスタブ | この項目は、まだ閲覧者の調べものの参照としては役立たない、人物に関連した書きかけの項目です。この項目を加筆・訂正などしてくださる協力者を求めています（P:人物伝/PJ:人物伝）。 |